# Зимний вечер в Гаграх
«Зимний вечер в Га́грах» — советская музыкальная лирическая комедия 1985 года режиссёра Карена Шахназарова и сценариста Александра Бородянского. Фильм о судьбе Алексея Беглова, легендарного танцора-чечёточника, кумира публики 1950-х годов. Снят Творческим объединением комедийных и музыкальных фильмов киностудии «Мосфильм» в начале 1985 года. В широкий прокат картина вышла 25 ноября 1985 года.
Назван «лучшим музыкальным фильмом года» читателями журнала «Советский экран». По данным журнала, за год проката фильм посмотрело 12,5 миллионов зрителей. В 1986 году режиссёр Шахназаров стал лауреатом премии Ленинского комсомола за развитие жанра музыкальной комедии в фильме.

## Сюжет
Мастер чечётки, кумир 1950-х годов Алексей Иванович Беглов, пережив свою славу, работает в эстрадном коллективе на должности репетитора. Коллектив под управлением балетмейстера Фоменко готовит новую концертную программу для известной эстрадной певицы Мельниковой. Отношения в коллективе складываются не просто, Беглов с его представлениями о достоинстве и преданности профессии сам себе кажется отсталым. Однажды Беглов встречает молодого человека Аркадия из Воркуты, который просит Беглова научить его танцевать чечётку. На первом же уроке выясняется, что у Аркадия отвратительная походка, отсутствующее чувство ритма и переломанная в двух местах нога.
В выпуске телепередачи «Музыкальная панорама», который смотрит главный герой, в рубрике «Забытые имена» рассказывают о нём, показывают его номера, но в конце ведущий сообщает, что Беглов скончался. Алексей Иванович с Аркадием приходят на телевидение сообщить, что Беглов жив.
К Беглову приходит его взросла дочь, с матерью которой он давно расстался. К потрясению Алексея Ивановича Лена просит его не приходить на её свадьбу, так как её родного отца никто не знает, отцом считают отчима. В это время в мебельном магазине под предлогом мифической кончины Беглова продавец отпускает диван, который тот себе присмотрел, другому покупателю. Эти события приводят к инфаркту.
Аркадий решает закончить со степом и уехать домой. Он заходит к Беглову в больницу попрощаться и приносит телевизор. В телепередаче, которую Аркадий с Бегловым вместе смотрят, дают опровержение сообщению о смерти Беглова и передают его концертный номер. Беглов рассказывает, как танцевал степ зимним вечером в Гаграх, куда приехал как на курорт вместе с дочкой, и говорит, что отдал бы всё, что осталось бы ему прожить, чтобы оказаться там снова тем вечером. Увидев в своих мыслях заново тот вечер, Беглов умирает на руках у Аркадия.
Аркадий приходит в пустое здание Дома культуры, делает разминку и начинает танцевать степ.

## В ролях
| Актёр                                                                | Роль                                                                   |
| -------------------------------------------------------------------- | ---------------------------------------------------------------------- |
| Евгений Евстигнеев                                                   | Алексей Иванович Беглов, мастер чечётки                                |
| Аркадий Насыров                                                      | Беглов в молодости                                                     |
| Александр Панкратов-Чёрный                                           | Аркадий Грачёв, молодой человек из Воркуты, желающий танцевать чечётку |
| Наталья Гундарева                                                    | Ирина Павловна Мельникова, известная певица                            |
| Сергей Никоненко                                                     | Валентин Иванович Фоменко, балетмейстер                                |
| Пётр Щербаков                                                        | Александр Александрович, администратор Дома культуры                   |
| Светлана Аманова                                                     | Лена, дочь Беглова                                                     |
| Анна Иванова                                                         | Лена в детстве                                                         |
| Александр Ширвиндт                                                   | ведущий «Музыкальной панорамы»                                         |
| Георгий Бурков                                                       | Фёдор, бармен в Доме культуры                                          |
| Олег Шкловский                                                       | Игорь, друг Мельниковой                                                |
| Николай Аверюшкин                                                    | Серёга, продавец в мебельном магазине                                  |
| Виктор Уральский                                                     | Миша, гардеробщик в Доме культуры                                      |
| Ольга Битюкова                                                       | работник телевидения                                                   |
| Николай Карнаухов                                                    | комендант                                                              |
| Анатолий Кролл                                                       | Степан, дирижёр (нет в титрах)                                         |
| Лилия Сабитова, Александр Клоков                                     | солисты Московского камерного балета                                   |
| Евгений Зернов, Владимир Кирсанов, Игорь и Олег Федоткины, В. Иванов | танцоры-чечёточники                                                    |

## Съёмочная группа
- Режиссёр-постановщик: Карен Шахназаров[1]
- Сценарист: Александр Бородянский, Карен Шахназаров
- Оператор-постановщик: Владимир Шевцик
- Художник-постановщик: Валерий Филиппов
- Композитор: Анатолий Кролл
- Автор текста песен: Леонид Фадеев (исполняет Лариса Долина)
- Музыка: инструментальный ансамбль «Мелодия», рок-группа «33 1/3»

## История создания
«Зимний вечер в Гаграх» стал своего рода продолжением предыдущей картины Шахназарова и Бородянского. Прототипом главного героя Алексея Ивановича Беглова стал чечёточник Алексей Быстров, который работал консультантом сцен по степу на съёмочной площадке картины «Мы из джаза». Во время съёмок фильма Быстров умер. Когда его хоронили, выяснилось, что в прошлом он был популярным танцором, известным за пределами СССР, а также любимцем Сталина. В молодости Быстров работал в Краснознамённом ансамбле песни и пляски имени А. В. Александрова, в 1949 году стал лауреатом Второго международного конкурса артистов балета в Будапеште, выступал с московским джаз-оркестром Эдди Рознера. Уйдя со сцены, работал преподавателем в эстрадно-цирковом училище. Также он был одним из учителей Аркадия Насырова, сыгравшего в «Зимнем вечере в Гаграх» главного героя в молодости. Его судьба послужила основой сюжета картины, биография Быстрова была реконструирована и додумана создателями фильма. 
«После того, как закончили снимать „Джаз“, начали реконструировать жизнь чечёточника, додумывать, как могла бы сложиться его судьба. Вот так получился „Зимний вечер в Гаграх“. После его выхода мне позвонила одна женщина: „Я бы очень хотела с вами встретиться. Вы сделали фильм будто о моем отце“. Она даже не знала, что он работал у нас. Её родители расстались. Мы встретились с женщиной, и она не могла прийти в себя от такого совпадения. Просто мистика» — Карен Шахназаров.
Историю с дочерью главного героя картины подсказала Елена Сетунская, жена Карена Шахназарова: выходя первый раз замуж, она не пригласила на свадьбу своего отца.
Роль Беглова исполнил Евгений Евстигнеев (на неё пробовались также Олег Ефремов, Евгений Леонов и Пётр Щербаков). Работая над ролью, Евстигнеев брал уроки степа (в нескольких эпизодах вместо него танцевал Владимир Кирсанов).
Прототипом певицы Ирины Мельниковой, сыгранной Натальей Гундаревой, была Алла Пугачёва; первоначально роль предлагалась ей, однако певица отказалась.
Бывший оркестр Эдди Рознера, где работал Алексей Быстров, в своё время составил основу биг-бэнда «Современник» под управлением Анатолия Кролла, который также снялся в фильме.
Съёмки картины проводились в Москве (на улицах и в павильонах «Мосфильма», в Цирке на Цветном бульваре), Гаграх и Одессе. Одну из съёмочных точек оператор фильма Владимир Шевцик оборудовал прямо на «голове» декорации Сфинкса:13

## Песни
Песню «Пчела и бабочка» или «Пчела и мотылёк» (ориг. «L’abeille et le papillon») в 1950-х годах написал и исполнил французский певец Анри Сальвадор. В СССР того времени она была довольно популярной (автор русского текста — Ю. Ценин, исполнитель — Николай Никитский), однако фильм «Зимний вечер в Гаграх» был не первым, где она прозвучала. В фильме «Когда деревья были большими» (1962) эта мелодия используется в эпизоде на танцевальном вечере.
Также в 1930-е годы песню «Дружба» исполнял популярный певец Вадим Козин. В оригинале после двух куплетов в припеве следуют слова:

Веселья час и боль разлуки

Готов делить с тобой всегда.

Давай пожмём друг другу руки,

и в дальний путь на долгие года.

Однако авторы фильма изменили в ней строчки после второго куплета:

Веселья час придёт к нам снова.

Вернёшься ты, и вот тогда,

Тогда дадим друг другу слово,

Что будем вместе, вместе навсегда.

В результате песню было решено исключить из фильма, но от запрета отказался Иосиф Кобзон, и по его просьбе песня осталась в фильме. Песня звучит в исполнении Ларисы Долиной и Владимира Шевцика.
Также в фильме звучат отрывки песен «Мой Вася» (музыка О. Фельцмана, слова Г. Ходосова) в исполнении Нины Дорда и «Тихая вода» (Парень-паренёк) в исполнении Павла Гофмана и оркестра Эдди Рознера.

## Критика
В 1985 году в декабрьском номере журнала «Спутник кинозрителя» кинокритик Андрей Зоркий пришёл к выводу, что «Зимний вечер в Гаграх», который «воскрешает мелодии и музыкальную моду 50-х годов», является своеобразным продолжением предыдущей картины Шахназарова «Мы из джаза» «о становлении советского джаза» в 20-х годах.
В 1986 году в февральском номере журнала «Советский экран» кинокритик Андрей Зоркий отметил, что через дуэт «танцора в отставке» и несостоявшегося «ученика» авторы доносят мысль «о достоинстве артиста и человека, об этических принципах служения искусству».

## Документалистика
- «Зимний вечер в Гаграх». В чечетке главное – кураж!. Документальный фильм из цикла «Кино о кино». Автор: Александр Казакевич. ООО «Студия „Неофит“». 2020 г. 18 января 2020.  35 мин. Россия-Культура.

## Комментарии
1. ↑  Гран-при за номер «Солдатская полька» (в составе трио с Петром Гродницким и Алексеем Печерским)[9].